# Макс Грегер

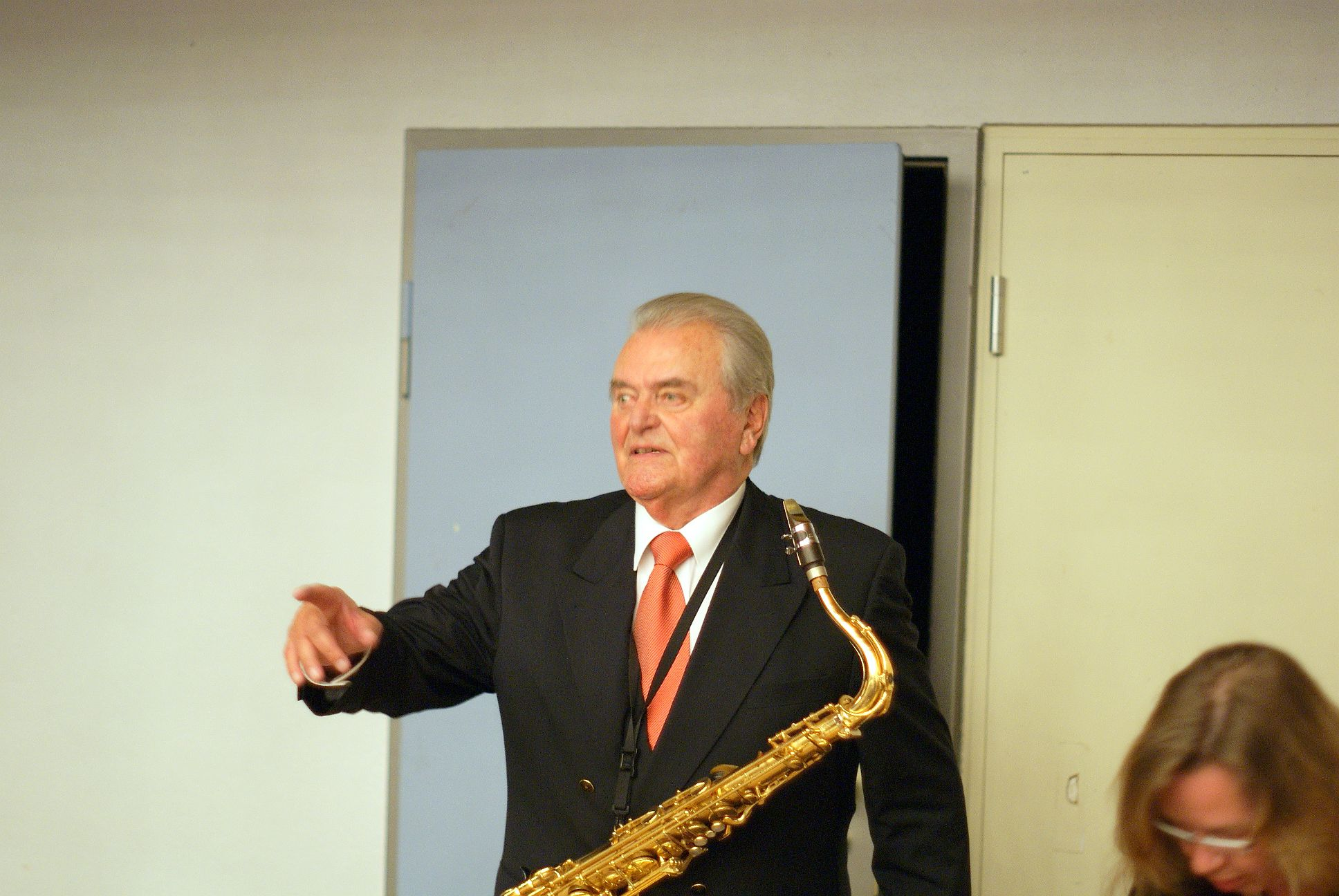
Макс Грегер, 2008.

Макс Грегер (нім. Max Greger; 2 квітня 1926, Мюнхен — 15 серпня 2015) — німецький саксофоніст і керівник джаз-оркестру.
Макс Грегер — популярний і відомий музикант в Європі. Він народився 2 квітня 1926 року в Мюнхені, Німеччина. Акордеон, подарований йому в дитинстві, заохотив його музичні схильності, а у Мюнхенській консерваторії в кінці 30-х років Грегер освоїв кларнет і саксофон. До кінця Другої світової війни, Грегер почав виступати з різними джазовими групами. У 1948 році він заснував свій власний секстет «Max-Greger-Sextett», і виконував популярні в ті часи композиції, невдовзі було визнання, а також виступи по Німеччині і Європі. З 1955 по 1977 рік був заснований власний біг-бенд, з яким він записав понад 3000 різних композицій, репертуар яких простирається від поп-музики до джазу. З 1963 по 1977 у Грегера був контракт з Другим каналом німецького телебачення ZDF. Макс Грегер став бажаним і запотребованим учасником на багатьох публічних заходах, шоу і студійних, телевізійних постановок Німеччини. Співпрацював з багатьма відомими музикантами світу.